# Jakub van Thiel
Bp Jakub Jan van Thiel (ur. 16 kwietnia 1843, zm. 16 maja 1912) - biskup diecezji Haarlem Kościoła Starokatolickiego w Holandii w latach 1906–1912. 
Bp Jakub Jan van Thiel był postacią szczególnie ważną w rozwoju polskiego ruchu starokatolickiego:
- Był współkonsekratorem ks. Franciszka Hodura z Polskiego Narodowego Kościoła Katolickiego, któremu to 29 września 1907 roku udzielił sakry biskupiej w Utrechcie, wraz z głównym konsekratorem abpem Gerardem Gulem oraz bpem Mikołajem Spitem z Deventer.
- 5 października 1909 r. udzielił sakry biskupiej kapłanowi Janowi Marii Michałowi Kowalskiemu.
- 4 września 1910 r. udzielił w Łowiczu wraz z biskupami Janem Marią Michałem Kowalskim oraz Gerardem Gulem z Utrechtu, sakry biskupiej mariawickim kapłanom Leonowi Marii Andrzejowi Gołębiowskiemu oraz Romanowi Marii Jakubowi Próchniewskiemu.